# Ламберт II (Льовен)
Ламберт II, наричан Балдерик (на френски: Lambert II de Louvain; на немски: Lambert II, Balderich der Gegürtete; на нидерландски: Lambert II Balderik van Leuven, † 19 юни 1054) от род Регинариди, е граф на Льовен и на Брюксел от 1040 до 1054 г.

## Биография
Той е вторият син на граф Ламберт I († 1015) и на Герберга († 1018) от династията Каролинги, най-възрастната дъщеря на херцог Карл от Долна Лотарингия и Аделхайд. Баща му получава територията Льовен. Майка му е внучка на крал Луи IV и правнучка на Хайнрих I Птицелов. Тя е племенница на крал Лотар (Западнофранкско кралство) и сестра на Ото, херцог на Долна Лотарингия.
Ламберт II последва като граф на Льовен и Брюксел по-големия си брат Хайнрих I († 1038), граф на Льовен и Брюксел (1015 – 1038) или неговия син Ото († 1040 ?). Като граф на Льовен той е споменат в документ за първи път на 3 януари 1041 г. На 16 ноември 1047 г. той подарява заедно със съпругата си Ода от Вердюн Sankt-Gudula Stift в църквата „Св. Михаил“ в Брюксел, за да бъдат поставени там реликвите на Света Гудула Брюкселска, днешната белгийска национална Светица.
Ламберт II се включва във въстанието на Балдуин V, граф на Фландрия, против император Хайнрих III. Той е убит през 1054 г. при Турне в една битка с имперски войници. Погребан е в абатската църква на Нивел. Неговият син Хайнрих II става негов наследник.

## Фамилия
Ламберт II се жени за Ода от Вердюн (990 – 1062) от фамилята Вигерихиди, дъщеря на Готцело I, херцог на Лотарингия. Ода е сетра на папа Стефан X и Готфрид III, херцог на Лотарингия. Двамата имат три деца:
- Хайнрих II (* 1020, † 1078), граф на Льовен и Брюксел
- Адела († 1083), омъжена за Ото I († 1067), граф на Ваймар-Орламюнде и 1062 – 1067 маркграф на Майсен[2]
- Райнер/Регинар († 1077, Хеспенгау)